# Chiliochthonius
Genre
Chiliochthonius est un genre de pseudoscorpions de la famille des Chthoniidae.

## Distribution
Les espèces de ce genre sont endémiques du Chili.

## Liste des espèces
Selon Pseudoscorpions of the World (version 3.0) :
- Chiliochthonius centralis Vitali-di Castri, 1976
- Chiliochthonius montanus Vitali-di Castri, 1976

## Publication originale
- Vitali-di Castri, 1976 : Deux nouveaux genres de Chthoniidae du Chili: Chiliochthonius et Francochthonius(Arachnida, Pseudoscorpionida). Bulletin du Muséum National d'Histoire Naturelle, Paris, sér. 3, no 236, p. 1277-1291 (texte intégral).